# Francisco Jara
Francisco Jara, né le 3 février 1941 à Guadalajara au Mexique et mort dans la même ville le 2 février 2024, est un joueur de football international mexicain, qui joue au poste d'attaquant.

## Biographie

### Carrière en club
Avec le club des Chivas de Guadalajara, il remporte cinq championnats du Mexique, deux Coupes du Mexique, cinq Supercoupes du Mexique et enfin une Coupe des champions de la CONCACAF.

### Carrière en sélection
Avec l'équipe du Mexique, il joue 13 matchs, sans inscrire de but, entre 1963 et 1968.
Il figure dans le groupe des sélectionnés lors de la Coupe du monde de 1966. Lors du mondial organisé en Angleterre, il ne joue aucun match.

## Palmarès
Chivas de Guadalajara
| - Championnat du Mexique (5) : - Champion : 1960-61, 1961-62, 1963-64, 1964-65 et 1969-70. - Vice-champion : 1962-63 et 1968-69. - Coupe du Mexique (2) : - Vainqueur : 1962-63 et 1969-70. - Finaliste : 1966-67. |  | - Supercoupe du Mexique (5) : - Vainqueur : 1960, 1961, 1964, 1965 et 1970. - Finaliste : 1962 et 1963. - Coupe des champions de la CONCACAF (1) : - Vainqueur : 1962. - Finaliste : 1963. |